# Altdorfer Dorfbach (Reuss)
Der Altdorfer Dorfbach ist ein rund 5 Kilometer langer Bach im Kanton Uri in der Schweiz. Der Bach wurde im Spätmittelalter künstlich angelegt, um Energie für örtliche Betriebe zu liefern.

## Geographie

### Verlauf
Der Altdorfer Dorfbach wird in Bürglen mit durchschnittlich 0,8 m³/s Wasser aus dem Schächenbach abgezweigt.  Zwischen den Gemeinden Bürglen und Altdorf verläuft der Dorfbach immer in einem fast ganz überdeckten Kanal. Unterhalb des Altdorfers Dorfkerns kommt der Bach wieder zum Vorschein. Ab hier entwässert er die ganze Flanke des Altdorfer Bannwaldes. Er mündet schliesslich bei Flüelen in den Urnersee, einem Teil des Vierwaldstättersees.

### Einzugsgebiet
Das 8,61 km² grosse Einzugsgebiet des Altdorfer Dorfbachs wird durch ihn über die Reuss, die Aare und den Rhein zur Nordsee entwässert.
Es besteht zu 52,9 % aus bestockter Fläche, zu 24,5 % aus Landwirtschaftsfläche, zu 21,5 % aus Siedlungsfläche und zu 1,2 % aus unproduktiven Flächen.
Die Flächenverteilung
Die mittlere Höhe des Einzugsgebietes beträgt 883,7 m ü. M., die minimale Höhe liegt bei 431 m ü. M. und die maximale Höhe bei 1821 m ü. M.

### Zuflüsse
- Weidbach (rechts)
- Ottenbach (rechts)

## Hydrologie
Bei der Mündung des Altdorfer Dorfbachs in den Urnersee beträgt seine modellierte mittlere Abflussmenge (MQ) 300 l/s. Sein Abflussregimetyp ist pluvial supérieur und seine Abflussvariabilität beträgt 24.